# Zygmunt Brudziński
Zygmunt Brudziński  ps. „Prawdzic”.(ur. 5 stycznia 1905 w Szymanowie, zm. wrzesień 1959 w Stroniu Śląskim) – porucznik Wojska Polskiego, uczestnik wojny polsko-bolszewickiej i III powstania śląskiego. 

## Życiorys
Syn Józefa Brudzińskiego. W roku 1923 zdał maturę we Lwowie. W latach 1930–1932 przebywał w Angoli, gdzie posiadał plantację kawy. Po powrocie do Polski prowadził dział gospodarczy i rolny w Radzie Organizacji Polskich za Granicą. W latach 1933–1934 był przewodniczącym Sekcji Afrykańskiej LMiK. Był plantatorem w Liberii. Później powrócił do kraju. Był współwłaścicielem firmy „Batoli”. Brał udział w wojnie obronnej 1939 roku. Jako członek Armii Krajowej brał udział w powstaniu warszawskim na Żoliborzu. Odznaczony Śląskim Krzyżem Powstańczym i Krzyżem Srebrnym Orderu Virtuti Militari. 